# Эделинк, Жан
Жан Эделинк, или Ян Эделинк (фр. Jean Edelinck, Jan Edelinck; ок. 1643, Антверпен — 14 1680, Париж) — французский рисовальщик и гравёр эпохи «большого стиля» Людовика XIV. Представитель большой семьи фламандских рисовальщиков и гравёров, работавших во Франции. Младший брат более известного гравёра Герарда Эделинка.

## Биография
Жан приехал в Париж в 1665 году, раньше своего брата Герарда. Вместе с братом учился у художника-гравёра Гаспара Уберти (Гейбрехтса). Он имел звание гравёра короля (graveur du roi) и в конце своей жизни открыл мастерскую на улице Сен-Жак.
Джозеф Страт в конце XVIII века нелестно сравнивал его работы с гравюрами старшего брата Герарда Эделинка, утверждая, что, хотя он и подражал его стилю, «но никогда не сравнится с ним ни в рисунке, ни в выполнении гравюр».
Жан Эделинк награвировал изображения нескольких скульптур Версальского сада, что, по словам Стратта, «делает ему большую честь, хотя эффект получился холодным, а отделка довольно тяжелой». Он также выполнил гравюры по живописному портрету анатома Ибандиса Димерброека работы Ромейна де Хоге и картине «Потоп» Алессандро Турки.

## Галерея

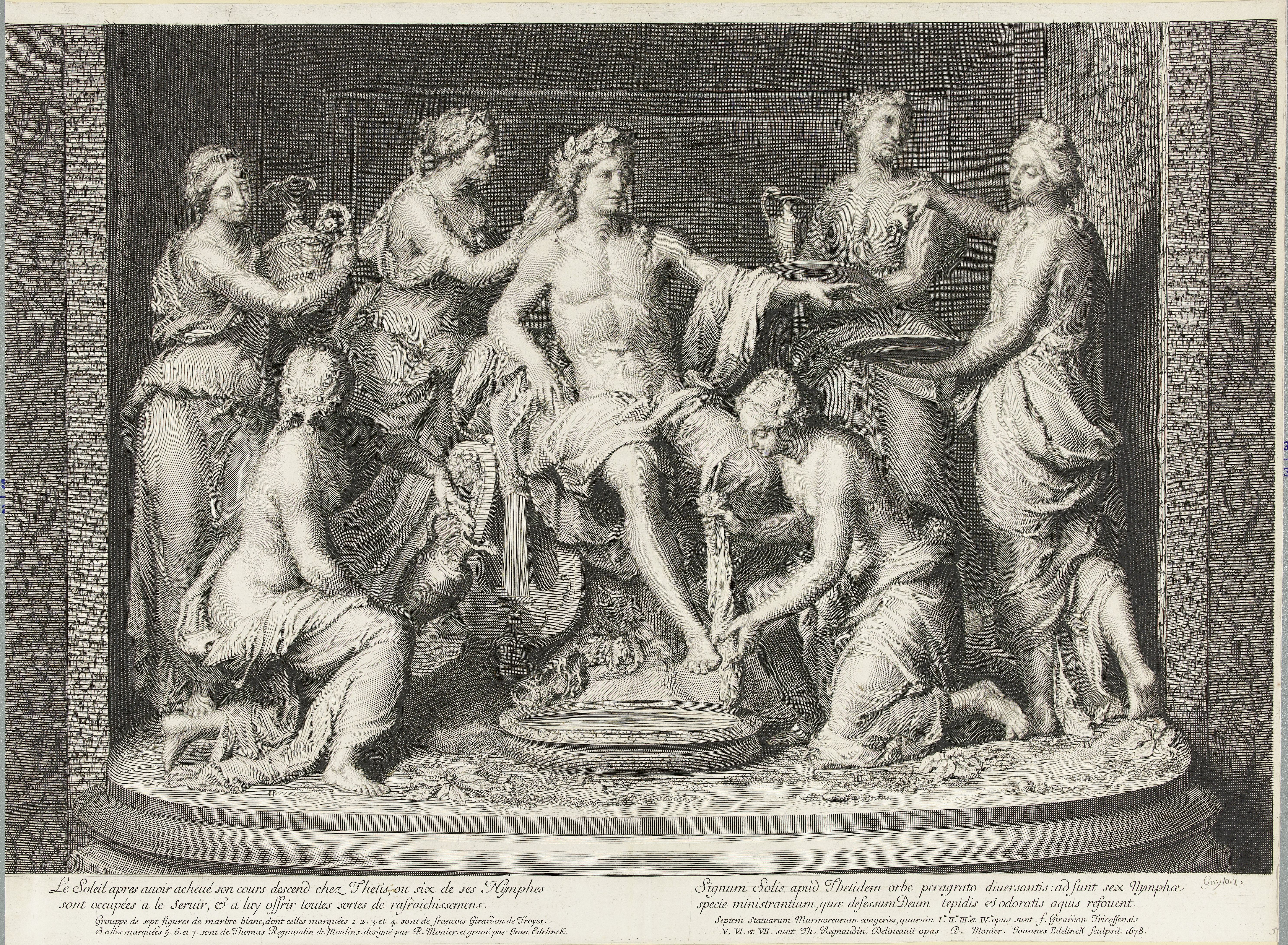
Аполлон и нимфы. По скульптурной группе Ф. Жирардона для Грота Фетиды в Версале. 1678
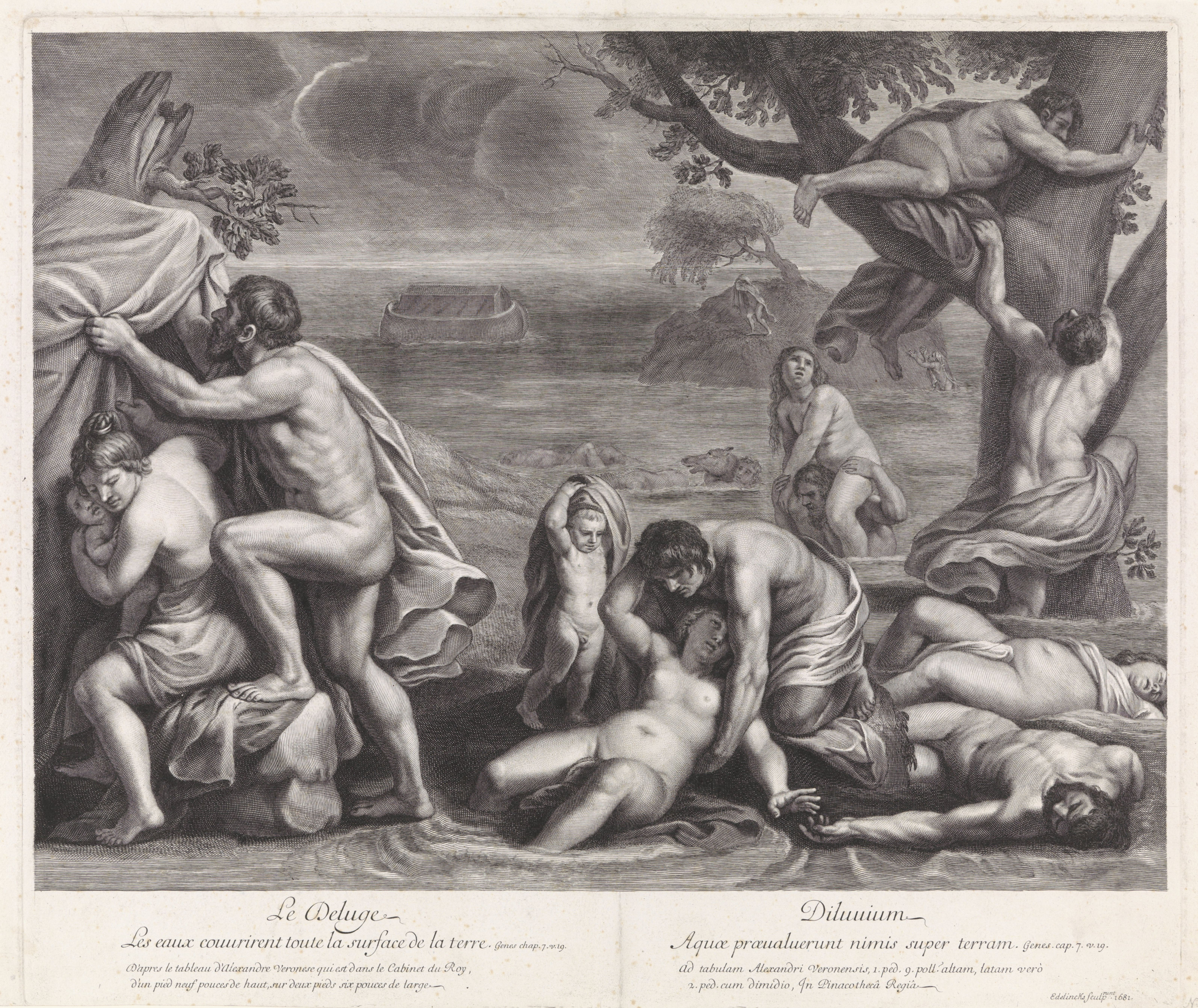
Потоп. По оригиналу А. Турки. 1681
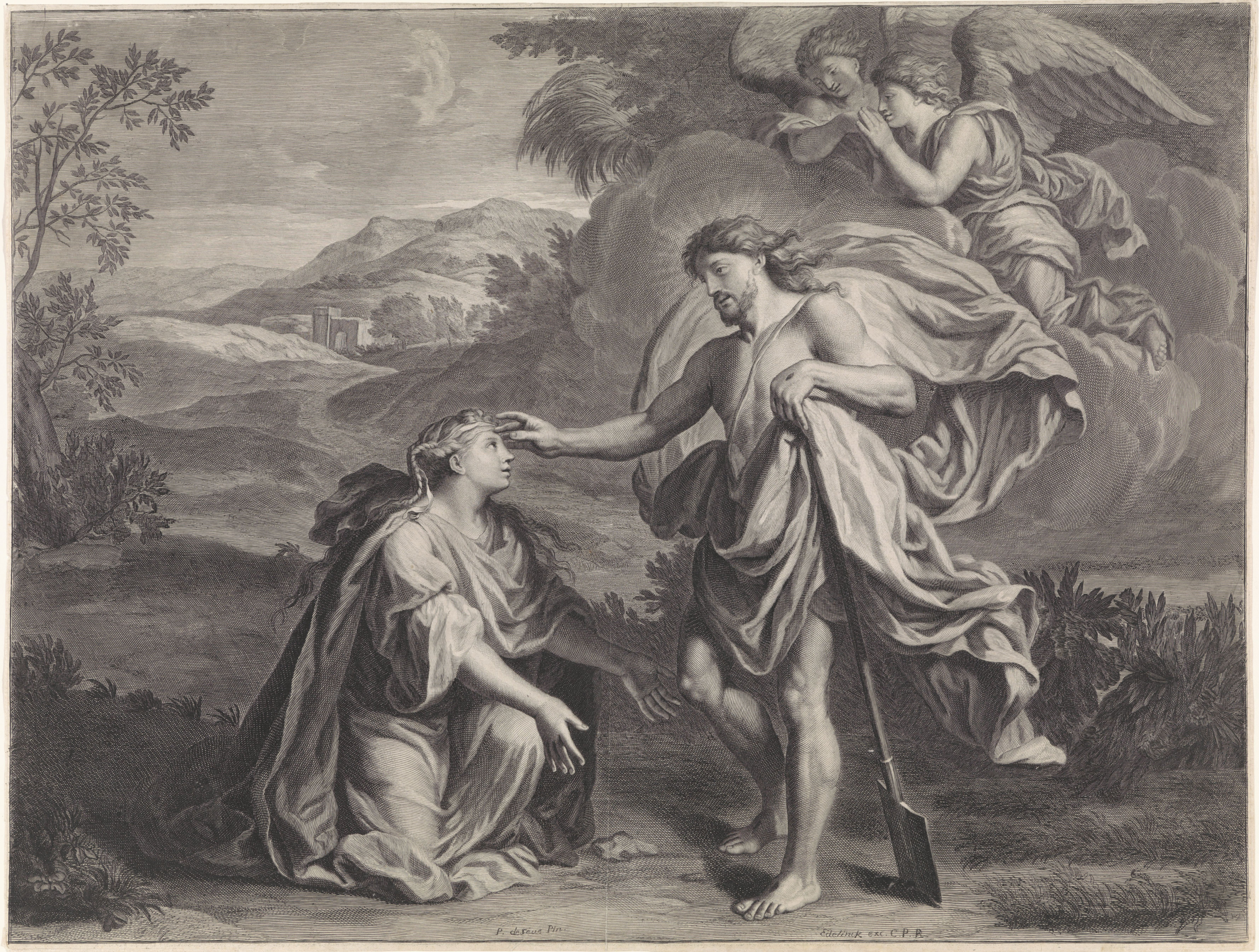
Не прикасайся ко Мне (Noli me tangere). Между 1666 и 1680. Офорт
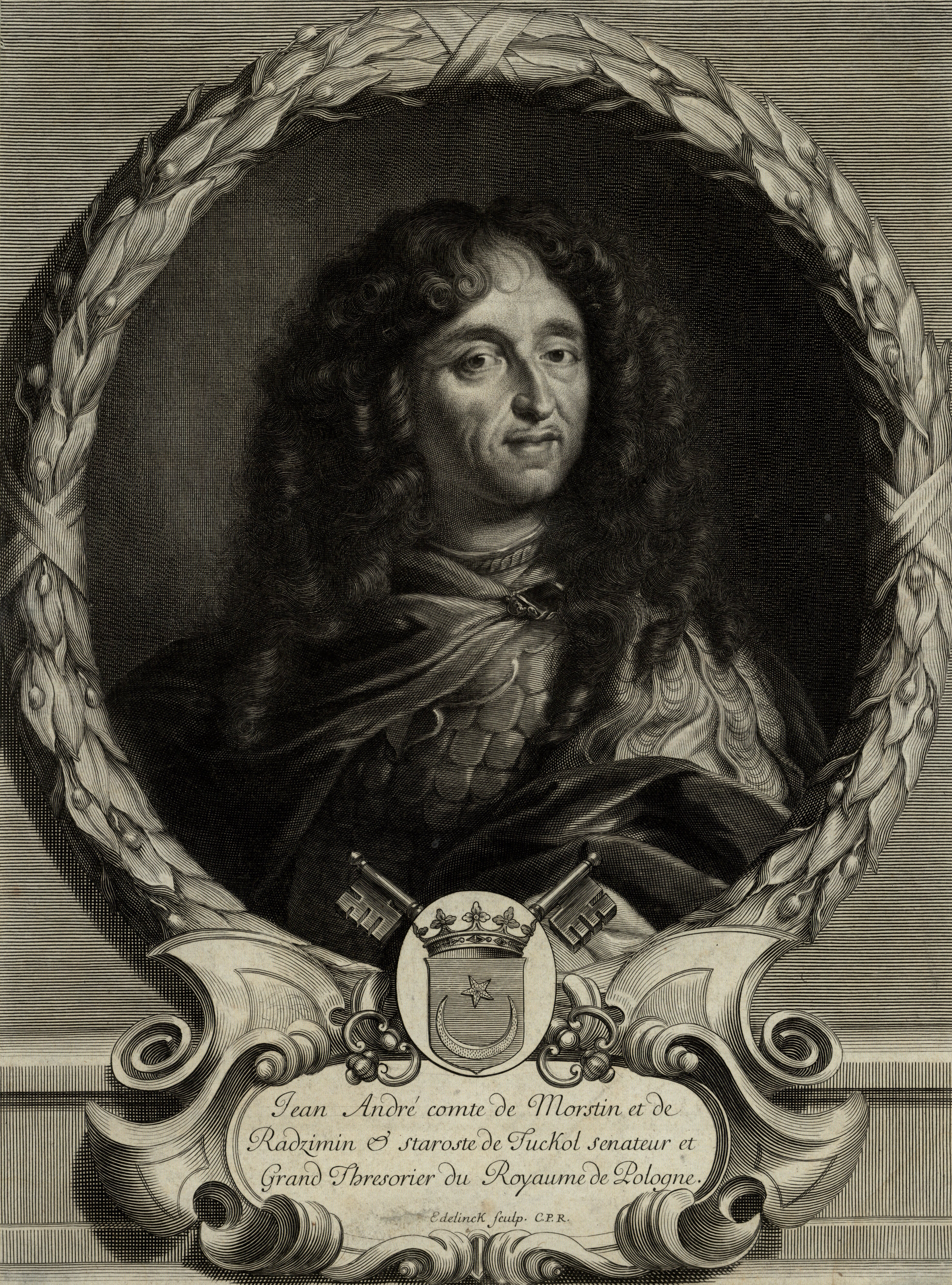
Портрет А. Морстена. Между 1666 и 1680. Офорт
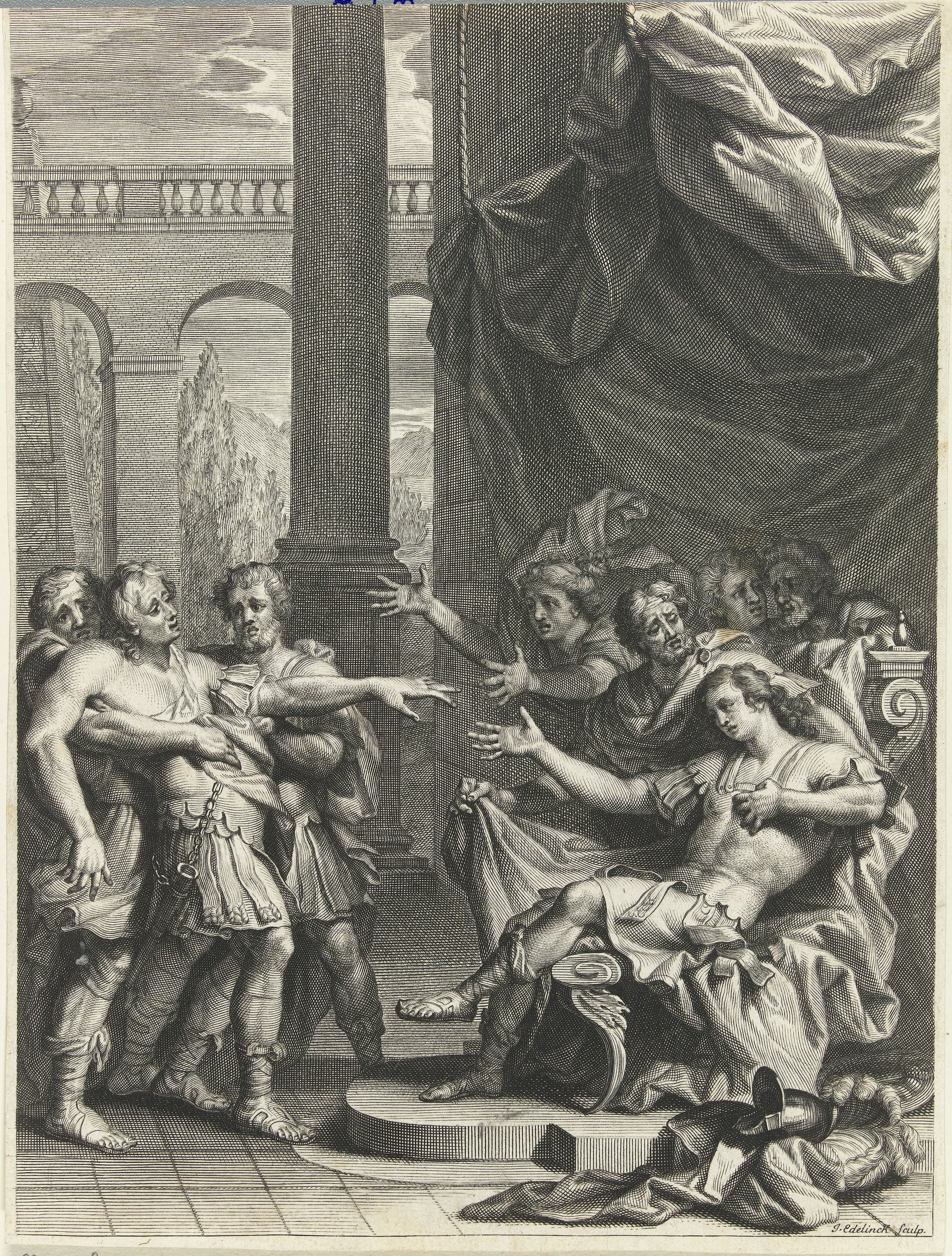
Кароли Руаи и Общество Иисуса. 1680. Офорт